# Fredrik Bekken
Fredrik Bekken, norveški veslač, * 11. marec 1975. 
Bekken je z Olafom Tuftejem na Poletnih olimpijskih igrah 2000 v Sydneyju osvojil srebrno olimpijsko medaljo. 
S Tuftejem je leta 1999 osvojil tudi bronasto medaljo na Svetovnem prvenstvu v veslanju, prav tako v dvojnem dvojcu. 